# میروسلاوا
میروسلاوا (اسپانیایی: Miroslava‎؛ ۲۶ فوریهٔ ۱۹۲۶ – ۹ مارس ۱۹۵۵) یک بازیگر اهل مکزیک بود.
از فیلم‌ها یا برنامه‌های تلویزیونی که وی در آن نقش داشته است می‌توان به زندگی جنایت‌بار آرچیبالدو دلا کروز و سه همسر بی‌نقص اشاره کرد.